# Barges (Haute-Saône)
Barges település Franciaországban, Haute-Saône megyében. Lakosainak száma 78 fő (2022. január 1.). Barges Blondefontaine, Melay, Voisey, Cemboing és Rosières-sur-Mance községekkel határos.

## Népesség
A település népességének változása:
| Lakosok száma | 103  | 86   | 87   | 92   | 94   | 95   | 97   | 98   | 88   | 78   |
|               | 2010 | 2013 | 2015 | 2016 | 2017 | 2018 | 2019 | 2020 | 2021 | 2022 |